# 浅川英夫
浅川 英夫（あさかわ ひでお）は、日本の地方公務員。東京都会計管理局長等を経て、東京臨海高速鉄道代表取締役社長。

## 人物・経歴
東京都出身。1982年東京大学卒業、東京都入庁。東京都環境局参事、東京都青少年・治安対策本部参事等を経て、2014年東京都都市整備局次長、多摩ニュータウン開発センター取締役。2016年東京都会計管理局長。
2017年東京都福祉保健局理事、東京都建設局理事、東京都社会福祉事業団理事長。2018年東京都道路整備保全公社理事長。2019年東京臨海高速鉄道代表取締役社長。2021年東京都職員信用組合専務理事。